# Djidoma
Djidoma (ou Tedjom) est une localité du Cameroun située dans le département du Mayo-Kani et la Région de l'Extrême-Nord, à proximité de la frontière avec le Tchad. Anciennement Ca
nton de Djidoma, elle fait aujourd'hui partie de la commune de Kaélé. Quatre grandes chefferies traditionnelles historiques composent la localite de Djidoma : DARDO, DRAME, PIWA et BERKEDE.

## Population
Lors du recensement de 2005, 4 547 personnes y ont été dénombrées.

## Infrastructures
Djidoma est doté d'un lycée public général qui accueille les élèves de la 6e à la Terminale.